# Józef Lelito
Józef Lelito ps. „Starowolski”, „Szymon” (ur. 8 czerwca 1915 w Żarkach, zm. 18 marca 1978, pochowany został na cmentarzu w swej rodzinnej miejscowości) – polski duchowny rzymskokatolicki, kapelan Narodowej Organizacji Wojskowej, komendant powiatowy NOW w Skawinie, współpracownik placówki Południe Wydziału Krajowego emigracyjnej Rady Politycznej, wikary w parafii w Rabce-Zdroju.
W latach 1933–1939 studiował na Wydziale Teologicznym Uniwersytetu Jagiellońskiego. Święcenia kapłańskie przyjął 2 kwietnia 1939 roku. 27 stycznia 1953 roku fałszywie oskarżony i niesłusznie skazany w procesie księży kurii krakowskiej na karę śmierci. Rada Państwa 18 sierpnia 1953 roku zamieniła wyrok na karę dożywotniego więzienia. 11 marca 1959 roku Zgromadzenie Sędziów Najwyższego Sądu Wojskowego uchyliło wyrok z 1953 roku. Sprawę skierowano do ponownego rozpatrzenia przed Sądem Warszawskiego Okręgu Wojskowego. Na wniosek prokuratora generalnego PRL Izba Wojskowa Sądu Najwyższego 16 grudnia 1963 roku umorzyła na mocy ustawy amnestyjnej z 27 kwietnia 1956 roku postępowanie karne wobec ks. Lelity. 10 lutego 1992 roku Sąd Warszawskiego Okręgu Wojskowego stwierdził nieważność orzeczeń w procesie księży kurii krakowskiej w 1953 roku.
7 listopada 2019 roku prezydent Andrzej Duda odznaczył pośmiertne ks. Józefa Lelitę Krzyżem Komandorskim Orderu Odrodzenia Polski.
10 listopada 2019 roku w kościele parafialnym pw. św. Stanisława Biskupa i Męczennika w Żarkach odsłonięto tablicę upamiętniającą kapelana Narodowej Organizacji Wojskowej.